# Madam Thonboes Institut
Madam Thonboes Institut, var en flickpension i Köpenhamn i Danmark, aktiv mellan 1799 och 1828.  Det var en av de två största flickpensionerna i Köpenhamn och Danmark under sin verksamhetstid, jämsides med Madam Lindes Institut, och uppfattades länge som den främsta skolan för det övre borgerskapets döttrar.  

## Grundande
Madam Thonboes Institut grundades år 1799 av Anne Christine Thonboe (d. 1828), som detta år annonserade om saken i Iris og Hebe.  Hon beskrivs som en världsdam som skarpsinnigt förenade kunskaper, snällhet och tålamod, och ha högre kunskaper i både danska och engelska än vad som då var vanligt bland danska kvinnor.   Skolan var en flickpension snarare än en flickskola, och erbjöd främst läsning, räkning, skrivning, konversationsfranska, handarbete, och en viss ytlig genomgång av vetenskaperna.   Dess syfte beskrivs som det då rådande bildningsidealet för kvinnor: att även kvinnor behövde få en viss grundläggande bildning för att kvinnor med kunskap blev bättre hustrur och mödrar, ett argument som ofta användes för att motivera utbildning för kvinnor vid denna tid.  

## Verksamhet
Hennes skola kom att få en viktig roll tack vare dess samarbete med föreningen UED.  År 1804 bildades Selskabet for Uformoende Döttres frie Undervisning eller UED (1804-1904), av bland andra J. H. Bärens, en förening med syfte att finansiera utbildning för döttrar till ämbetsmän, som i nödfall kunde användas för att hjälpa döttrar till ämbetsmän att försörja sig om deras familjer blev ruinerade. Föreningen tänkte först grunda en egen skola, men kom istället att ingå ett kompanjonskap med Thonboe, där det i utbyte mot viss finansiering av skolan fick garanterade platser där för en del av de elever ur ämbetsmannaklassen de finansierade skolgången för: år 1816 bekostade UED till exempel 15 av skolans 28 elever.  Madam Thonboes Institut kom därför att associeras starkt med UED och ibland uppfattas som föreningens skola; det har till exempel ibland felaktigt kallats Bärens Institut efter UED:s medlem J. H. Bärens.  Skolan blev känd som skolan för ämbetsmannaklassens döttrar i Köpenhamn, och var en av de två största flickpensionerna i staden.  Från 1815 placerade dock UED elever även hos 'Fru Bärens Institut' (grundat av A. K. Bärens, änka efter J. H. Bärens), och från 1823 även hos Foersoms Institut.  

## Avslut
Madam Thonboes Institut upphörde vid Anne Christine Thonboes död 1828, och togs då över av hennes rival Bärens.  Samarbetet med UED övergick då till Foersoms Institut, som 1852 togs över av Nathalie Zahles skola, som behöll samarbetet till 1904. 